# آيت عبد النبي آيت بن حدو (الخزازنة آيت عيسى)
آيت عبد النبي آيت بن حدو هو دُوَّار يقع بجماعة سيدي عبد الرزاق، إقليم الخميسات، جهة الرباط سلا القنيطرة في المملكة المغربية. ينتمي الدوّار لمشيخة الخزازنة آيت عيسى التي تضم 6 دواوير. يقدر عدد سكانه بـ 1257 نسمة حسب الإحصاء الرسمي للسكان والسكنى لسنة 2004.

## وصلات خارجية
- البوابة الوطنية للجماعات الترابية
- المندوبية السامية للتخطيط